# 聖公會維多利亞教區
維多利亞教區是坎特伯里大主教轄治權外教區，屬聖公宗，管轄範圍包括香港、中國、日本等地，於1849年成立。

## 歷史
1843年，於香港割讓成為英國殖民地後，英國聖公會派遣史丹頓牧師來港，以牧養於香港的英國信徒，並同時創立聖保羅書院及興建聖約翰座堂，又積極向華人宣教。 1849年，為了擴展香港、中國、日本等地的宣教事務，成立教區，委任施美夫會督為第一任維多利亞主教。1863年，施會督按立羅深源為會吏，是香港聖公會第一位華人會吏。1865年，成立中文牧區聖士提反堂，為要專向華人傳道。1898年，開始在澳門傳道。
1912年，中華聖公會成立，香港隸屬中華聖公會港粵教區。其後，維多利亞教區繼續管轄香港的華語及英語教堂，但華語教堂同時隸屬於港粵教區。而維多利亞主教同時兼任港粵教區（華南教區）的主教。
1946年，坎特伯里大主教建議將維多利亞教區管轄權交給中華聖公會。1951年，因中國共產黨在內戰勝利，大陸進行三自運動，第二十屇維多利亞教區/華南教區議會議決脫離中華聖公會港粵教區，成立港澳教區。維多利亞教區重歸坎特伯里大主教轄治權外教區，坎特伯里大主教為教區憲章規則信託人。1962年和1965年以東南亞教會議會和東南亞教會議會主教院為教區憲章規則信託人。1975年，原受維多利亞教區管轄的英語教堂加入港澳教區。1998年，香港聖公會教省成立。

## 外部連結
- 香港聖公會香港島教區歷史 （页面存档备份，存于）
- 何謂聖公宗/聖公會 （页面存档备份，存于）